# Еврейская община Аугсбурга
Еврейская община Аугсбурга (нем. Israelitische Kultusgemeinde Schwaben-Augsburg) — еврейская община, расположенная на территории швабского города Аугсбург, Германия.

## Появление еврейского населения в Аугсбурге
Первое упоминание о евреях в городе Аугсбурге относится к 1212 году. Историки считают, что в 1230—1235 годах в Аугсбурге уже существовала небольшая, численностью в несколько десятков семей, еврейская община. Еврейское кладбище упомянуто под 1231 годом. Уже под 1240-м годом в документах упомянуты несколько зданий, находящихся в собственности общины. Под 1259 годом упоминается синагога, и здание управления еврейской общиной. А в 1290 году евреи попросили у городского совета разрешение на строительство своей бани, мотивируя это прошение религиозными соображениями. Спустя некоторое время в Аугсбурге в комплекс зданий еврейской общины уже входили не только синагога, управление и баня, но и своя пекарня, дом для танцев и дом для занятий.

## Средние века
Раввин аугсбургской общины описывается в хрониках как «Judenmeister» («Главный еврей»), «Grossjude» или «Judenbischof» («Еврейский епископ»). В его обязанности входило следить за соблюдением членами общины не только религиозных, но и светских предписаний, под которыми можно понимать и указания совета общины, и указания Аугсбурского городского совета. В средневековой Европе это было очень похоже на власть католических епископов на подвластных им землях, поэтому раввина и называли тогда «еврейским епископом». Самым выдающимся из аугсбургских раввинов считается Яков Вайль, бывший главой общины в 1412—1438 годах. Именно он в 1433 году вёл в Базеле переговоры с императором Сигизмундом о величине уплачиваемого евреями коронационного налога.
Постепенно, за счёт активного участия в торговле и ростовщических операциях, благосостояние верхушки еврейской общины стало расти. Это было связано с существовавшим в Средние века церковным запретом для христиан заниматься финансовыми операциями. Но рост зажиточности части еврейской общины вызывал резко отрицательную реакцию у наиболее агрессивно настроенных горожан. Не в последнюю очередь это было связано с желанием влиятельных должников избавиться от необходимости отдавать долги.

## Эпидемия чумы и изгнание евреев из Аугсбурга
В 1348—1349 годах в Европе разразилась страшная эпидемия чумы, уничтожившая в итоге от четверти до трети населения во многих странах. Масштабы эпидемии были тесно связаны со скученностью и теснотой в средневековых городах и пренебрежением правилами гигиены. Между тем религиозные предписания евреев диктовали им постоянное соблюдение гигиенических правил — в результате этого потери от чумы среди еврейского населения были относительно невелики. Обычный при массовых бедствиях психоз на этот раз нашёл свою цель в еврейских общинах. Их относительная неуязвимость в условиях повальной эпидемии и сама по себе вызывала подозрение в том, что здесь не обошлось без колдовства. А традиционная неприязнь к чужакам толкала к выводам, что, помимо колдовства, евреи занимаются и порчей, насылая чуму на христиан и отравляя источники. Евреи были убиты или изгнаны из городов Германии во многих местах в то время, в том числе и в Аугсбурге. И хотя в хрониках под 1355 годом снова отмечены в Аугсбурге 18 еврейских семей, ненависть и подозрительность со стороны других горожан делали их пребывание в городе очень опасным.
Евреи были обложены очень высоким налогом, их дома снова поджигались, а имущество подвергалось разграблению. В 1434 году городской совет Аугсбурга обязал всех евреев носить на своё одежде жёлтый круг, как символ своего чужеродства. В 1438 году решением городского совета все евреи были изгнаны из Аугсбурга, как оказалось, на несколько столетий. Жилища евреев были конфискованы, синагога и другие общественные здания превратились в дома для горожан, а надгробные камни на еврейском кладбище — в стройматериал. Вплоть до рубежа 18 и 19 веков евреев не пускали на постоянное место жительства в Аугсбург.

## Восстановление общины
Следующая глава истории евреев в Аугсбурге началась на закате существования Аугсбурга как свободного имперского города. В 1806 году Аугсбург потерял свою независимость и вошёл в состав Баварии. С этого года появление в городе еврейского населения уже не зависело от воли городских советников. К тому же именно в этот период Аугсбургу для развития понадобились деньги еврейских банкиров: для широко развернувшегося строительства. Здесь, прежде всего, надо назвать имена аугсбургского банкира Арнольда Селигмана и его брата Симона, жившего в Мюнхене. Они были соучредителями Баварского ипотечного и учётного банка, чьи кредиты и ссуды под учётные векселя стали финансовой основой для развития рынка недвижимости в Аугсбурге.
С самого начала XIX века еврейское население в Аугсбурге непрерывно увеличивалось. Это были люди самых разных профессий: ремесленники, торговцы, врачи, адвокаты. Естественно, что рост численности еврейской общины вызвал и объективную потребность в синагоге. Она появилась в 1858 году в Зимнем переулке (Wintergasse), а уже в 1863 году была расширена. Но так как еврейское население продолжало расти, к началу XX века и это здание стало слишком маленьким. В 1911 году уже был составлен архитектурный план строительства на Halderstrasse целого комплекса, состоящего из синагоги и соседних зданий. Строительство началось в 1914 году, незадолго до начала Первой мировой войны, и было закончено, несмотря на события войны, в 1917-м. В это время еврейское население составляло всего около одного процента жителей Аугсбурга (1200 человек), но среди него была значительная прослойка обеспеченных, зажиточных людей. Еврейские банкиры полностью или частично владели около 20 банками в Аугсбурге, доля еврейского капитала в системе оптовой и розничной торговли была существенной, и многие евреи были, в свою очередь, трудоустроены в фирмах своих единоверцев. Кроме того, многие евреи трудились в текстильной и химической промышленности, развитой в то время в Аугсбурге. Среди евреев было немало известных и уважаемых в городе врачей, адвокатов, художников и музыкантов.

## Времена нацизма
Грозовые тучи над еврейским населением Аугсбурга начали сгущаться ещё до прихода Гитлера к власти. Осквернения еврейского кладбища нацистами на Хаунштеттерштрассе неоднократно случались в 1924—1930 годах. Однако тогда это были только экстремистские выходки, не имеющие отношения к государственной политике и расследовавшиеся полицией. Всё изменилось в 1933 году, когда Гитлер пришёл к власти. Напряжение нарастало с каждым годом, пока не настала «Хрустальная ночь» 10 ноября 1938 года. В эту ночь нацисты подожгли аугсбургскую синагогу. Пожар был вскоре потушен, так как синагога прилегает вплотную к соседним зданиям и пламя могло распространиться на всю улицу. Но атмосфера разорения и запустения с тех пор стала реальностью для еврейской общины Аугсбурга. Из 1030 евреев, живших в Аугсбурге, около половины сумели уехать из Германии. Оставшиеся были собраны в одно здание и в 1942 году депортированы в концлагеря. После окончания войны в Аугсбург вернулись только 25 человек, а в целом в Швабию — около 300 человек.

## После Второй мировой войны
Тем не менее, первым послевоенным бургомистром Аугсбурга стал назначенный американскими оккупационными властями еврей Людвиг Дрейфус. Так или иначе, еврейская община стала восстанавливаться. В 1946 году была основана новая община Аугсбурга-Швабии. В 1963 году в аугсбургской синагоге уже прошли первые службы. До начала массовой эмиграции из стран бывшего Советского Союза численность еврейской общины в городе росла очень медленно.  В 1985 году в здании общины был открыт Еврейский музей. В 1987 году в ней состояли только 247 человек. Ситуация начала меняться в 1990 году, когда рухнул железный занавес. С 1994 года в Аугсбург стали приезжать еврейские эмигранты из бывшего СССР. В настоящее время в общине насчитывается более 1000 членов, из которых 90% составляют выходцы из бывшего СССР.
С 2004 по март 2019 года  раввином еврейской общины Швабии-Аугсбурга был Генри Брандт.